# 104 Klymene
Klymene /ˈklɪmɪniː/ (định danh hành tinh vi hình: 104 Klymene) là một tiểu hành tinh Themistian lớn và tối ở vành đai chính. Thành phần cấu tạo của nó dường như bằng cacbonat. Nó thuộc nhóm tiểu hành tinh Themis lớn. Ngày 13 tháng 9 năm 1868, nhà thiên văn học người Mỹ gốc Canada James C. Watson phát hiện tiểu hành tinh Klymene và đặt tên nó theo một trong nhiều tên Clymene trong thần thoại Hy Lạp.